# Liriomyza lopesi
Liriomyza lopesi är en tvåvingeart som beskrevs av Olivera och Silva 1954. Liriomyza lopesi ingår i släktet Liriomyza och familjen minerarflugor. Inga underarter finns listade i Catalogue of Life.